# حدبه دحروج (الجميمة)

تعديل مصدري - تعديل

حدبه دحروج هي إحدى قرى عزلة الجميمة بمديرية الجميمة التابعة لمحافظة حجة، بلغ تعداد سكانها 8 نسمة حسب تعداد اليمن لعام 2004.